# E-vent
MIT E-vent é um projeto protótipo de um ventilador pulmonar mecânico de baixo custo, e de código aberto, desenvolvido, para auxiliar no tratamento da COVID-19, por uma equipe voluntária de engenheiros, médicos, cientistas da computação e outros, centrados no Instituto de Tecnologia de Massachusetts (MIT).
O ventilador (ou respirador) mecânico, em uma emergência, fornece ao paciente uma ventilação artificial durante uma crise de insuficiência respiratória, um dos principais sintomas do COVID-19.
Implementar um ventilador alternativo, seguro e barato, que pode ser construída rapidamente em todo o mundo. Trabalhando em consulta com os médicos projetaram um dispositivo simples de ventilação que poderia ser construído com cerca de US $100 em peças. O ventilador faz respirações comprimindo uma máscara de válvula de bolsa convencional (BVM) com um braço de came giratório, eliminando a necessidade de um operador humano para a máscara de válvula.
Existem também outras iniciativas para ajudar no combate a pandemia, são elas: Válvula da bomba de oxigênio Isinnova; Oculo-respirador protetor ViriMASK; Viseira protetora Tcheca; Abridor de porta Hands-Free 3D; Estandes de isolamento chineses.

## Design de código aberto
A equipe liberou material com a intenção de fornecer àqueles com a capacidade de fabricar ou fabricar ventiladores, as ferramentas necessárias para fazê-lo de maneira a garantir a segurança do paciente. Os médicos que visualizam MIT E-vent site podem fornecer informações e conhecimentos e relatar seus esforços para ajudar seus pacientes.
Um dos produtos finais deste projeto é um conjunto de ferramentas para fabricantes ou fabricantes para construir com segurança os ventiladores. Eles estão produzindo quatro conjuntos de materiais maneira open-source:
- Funcionalidade mínima do ventilador seguro com base nas orientações clínicas
- Design de hardware de referência para atender aos requisitos clínicos mínimos
- Estratégias de controle de referência e projetos de eletrônicos e informações de suporte
- Resultados de testes em modelos animais[7]